# Эрландссон, Даниэль
Даниэль (Йон) Эрландссон (род. 22 мая 1976 в Мальмё, Швеция). Является ударником в melodic death metal группе Arch Enemy.
Его ранние работы можно услышать в In Flames альбом Subterranean. Также он играл в других группах, в первую очередь Eucharist, Liers in Wait, Diabolique, Armageddon (вместе с Кристофером Эмоттом из Arch Enemy), Revengia.
Старшим братом Даниэля является Адриан Эрландссон, барабанщик Brujeria и Paradise Lost и бывший барабанщик At The Gates и Cradle Of Filth. Братья вместе росли в Швеции и начали играть на барабанах в очень юном возрасте. Даниэль пишет на сайте Arch Enemy: «Мы выросли вместе, для джема мы использовали подвал в нашем доме. Адриан начал играть первым, и через несколько лет вслед за ним я тоже сел за ударную установку… Он оказывал на меня огромное влияние на протяжении многих лет, и если не мой брат, вероятно, я бы вообще не играл сегодня».
Помимо Arch Enemy, Даниэль с 2008 по 2012 год играл в воссоединившейся легендарной МДМ группе — Carcass, так как оригинальный ударник Ken Owen не может играть из за внутримозгового кровоизлияния, которое он получил в 1999 году. Воссоединившийся Carcass продолжает тур, новый тур по Северной Америке объявлен в марте 2009 года.